# سپ مایر
سپ مایر (به آلمانی: Sepp Maier) (زادهٔ ۲۸ فوریه ۱۹۴۴ متن، باواریا) بازیکن فوتبال آلمانی است.
وی به همراه شاگرد خود الیور کان نام آورترین و موفق‌ترین دروازه‌بانی است که تاریخ این رشته در آلمان به خود دیده است.
او که سال‌ها محافظ دروازه تیم ملی فوتبال آلمان و باشگاه بایرن مونیخ بود، در دوره شانزده ساله فعالیت ورزشی حرفه‌ای خود، به تمامی افتخارهایی که یک بازیکن فوتبال می‌تواند به آن‌ها دست یابد، رسید،و برای کشور خود افتخار آفرید!

## زندگی ورزشی
در هشت سالگی شروع به بازی فوتبال کرد. نخست در خط حمله بازی می‌کرد و حتا یکبار در نوجوانی آقای گل مسابقات محلی شد.
چهارده ساله بود که در بازی نهایی مسابقات جوانان، با تیم خود اس.فاو.هار در مقابل تیم جوانان بایرن مونیخ قرار گرفت. در آن بازی، دروازه‌بان اصلی تیم او به دلیل آسیب‌دیدگی نتوانست حضور یابد و مربی تیم به ناچار سپ مایر را درون دروازه جای داد.مایر جوان و بی‌تجربه اگر چه نتوانست از شکست ۱۲بر صفر تیم خود در مقابل تیم جوانان بایرن مونیخ جلوگیری کند، اما در آن بازی با پرش‌های شگفت انگیز و حرکات دلیرانه توانست مانع از شکست سنگین‌تر تیم خود شود.
بی‌دلیل نبود که در همان بازی مورد توجه مربی تیم بایرن مونیخ قرار گرفت و وی به او پیشنهاد پیوستن به این تیم را کرد.
سپ مایر در آن زمان این پیشنهاد را رد کرد و در تیم خود ماند تا همچنان در خط حمله بازی کند. اما هر چه بیشتر می‌گذشت، مربی تیمش از او بیشتر به عنوان دروازه‌بان استفاده می‌کرد و سرانجام در سال ۱۹۵۹به مونیخ رفت.

### دوران باشگاهی
سپ مایر در سال ۱۹۶۴دروازه‌بان ثابت تیم بایرن مونیخ و جزوی از محور اسطوره‌ای "مایر بکن‌باوئر مولر" شد. با همین بازیکنان بود که باشگاه بایرن مونیخ به دسته اول صعود کرد. پس از آن این باشگاه سیر صعودی بی‌وقفه خود را در گستره ملی و بعدها در سطح اروپا آغاز کرد.وی در سال‌های ۱۹۶۵ تا ۱۹۸۰ عضو ثابت تیمش بود و هرگز بایرن را ترک نکرد.او در ۱۵ سال حضور در بایرن مونیخ ۵۳۶ دیدار انجام داد و به تمامی افتخارات ممکنه در عرصه باشگاه دست یافت.

### دوران ملی
سپ مایر به تیم ملی فوتبال آلمان دعوت شد و نخستین بازی خود را به عنوان دروازه‌بان این تیم در سال ۱۹۶۶در دوبلین مقابل ایرلند انجام داد. در آن بازی آلمان با نتیجه چهار بر صفر حریف خود را درهم کوبید.مایر در همان سال، در مسابقات جام جهانی فوتبال در لندن، همراه تیم ملی فوتبال آلمان بود، اگر چه به عنوان دروازه‌بان ذخیره.آلمان در رقابت‌های آن دوره، در بازی نهایی در ورزشگاه ویمبلی و در نتیجه یک گل جنجالی، مقابل تیم ملی فوتبال انگلستان شکست خورد و به مقام دوم رسید.پس از آن دوره از مسابقات، عصر طلایی سپ مایر آغاز شد. او تدریجاً با جاگیری‌های تیزبینانه، واکنش‌های سریع، شیرجه‌های شگفت انگیز، پرش‌های تماشایی و حرکات ناگهانی و غیرقابل پیش‌بینی، به دروازه‌بان شماره یک و بی‌چون وچرای آلمان تبدیل شد. دیگر همگان با اشاره به دهستان زادگاه او، از گربه آنتسینگ سخن می‌گفتند.مایر در بازی‌های جام جهانی مکزیک در سال ۱۹۷۰دروازه‌بان شماره یک آلمان بود. آلمان در آن دوره از مسابقات در دیدار یک چهارم نهایی در مقابل انگلستان با نتیجه سه بر دو پیروز شد، اما در بازی نیمه‌نهایی در مقابل تیم ملی فوتبال ایتالیا (در بازی قرن) با نتیجه چهار بر سه شکست خورد و در پایان پس از برزیل و ایتالیا به مقام سوم بسنده کرد. اگر چه این برای مایر افتخار کوچکی نبود، اما دریافت شش گل در آن دو بازی تاریخی، بسیاری از کارشناسان فوتبال را به این نتیجه رساند که اگر چه تیم ملی آلمان دارای یک دروازه‌بان خوب است، اما این دروازه‌بان هنوز در اندازه‌های جهانی نیست.
هلموت شون مربی تیم ملی فوتبال آلمان، بی‌توجه به منتقدان، همچنان به سپ مایر اعتماد کرد و او نیز در سال‌های بعد شایستگی کامل خود را نشان داد و منتقدان را خاموش ساخت. مایر در سال ۱۹۷۲با تیم ملی فوتبال آلمان در بلژیک به مقام قهرمانی جام ملت‌های اروپا رسید و دو سال بعد در مسابقات جام جهانی فوتبال در آلمان قهرمان جهان شد. مایر را در این دوره، یکی از بزرگ‌ترین و موفق‌ترین دروازه‌بانان جهان لقب دادند.
فرانتس بکن‌باوئر "قیصر" فوتبال آلمان، مایر را با فاصله زیاد نسبت به دیگران، بهترین دروازه‌بان تاریخ فوتبال آلمان می‌داند. در ستایش او می‌گفتند: هر گلی که وارد دروازه مایر شود، غیرقابل مهار بوده‌است! از ویژگی‌های مایر، تمرینات غیرعادی او بود. برای نمونه مرغی را در میدان وسیع فوتبال رها می‌ساخت و سپس با شیرجه‌های تماشایی تلاش می‌کرد پرنده را به چنگ آورد! در انتقاد از قصور بازیکنان خودی صریح بود. حتا زمانی که بکن‌باوئر، بازیکن استثنایی هم‌باشگاهی او در دو بازی پی درپی، اشتباهاً دو گل وارد دروازه خودی کرد، مایر از مربی تیم خواسته بود که یکی از مدافعان تیم را مامور کنترل بکن‌باوئر کند تا او دوباره به تیم خودی گل نزند!مایر خیال داشت تا چهل سالگی درون دروازه بایستد و به رکورد ۱۰۰بازی برای تیم ملی دست یابد، اما در سال ۱۹۷۹بر اثر یک حادثه سنگین رانندگی که به آسیب‌دیدگی شدید او منجر گردید، به حضور خود در میدان‌های ورزشی پایان داد. با این حال وی از فوتبال دل نکند و به عنوان مربی دروازه‌بانان به فعالیت پرداخت.
افتخارات زیادی در کارنامه ورزشی سپ مایر ثبت شده‌است. وی علاوه بر قهرمانی جهان و اروپا، چهار بار با بایرن مونیخ قهرمان آلمان، سه بار قهرمان باشگاه‌های اروپا و یک بار قهرمان باشگاه‌های جهان شد. مایر سه بار به عنوان بهترین بازیکن آلمان انتخاب گردید و افزون بر آن، کارشناسان فوتبال او را به عنوان بهترین دروازه‌بان تاریخ فوتبال آلمان برگزیدند.نام سپ مایر از طرف فدراسیون بین‌المللی فوتبال (فیفا)، در رده‌بندی بهترین دروازه‌بانان تاریخ فوتبال جهان، پس از لئویاشین دروازه‌بان افسانه‌ای شوروی سابق، گوردون بنکس گربه‌چالاک انگلستان و دینو زوف دیوار استوار تیم ملی فوتبال ایتالیا، در جایگاه چهارم قرار گرفته‌است.

## افتخارها

### باشگاهی
- بایرن مونیخ (بایرن مونیخ)
  - جام حذفی آلمان: قهرمان ۱۹۶۷،۱۹۶۹،۱۹۷۱
  - لیگ قهرمانان اروپا: قهرمان ۱۹۷۴،۱۹۷۵،۱۹۷۶
  - بوندسلیگا: قهرمان ۱۹۶۹،۱۹۷۲،۱۹۷۳،۱۹۷۴،۱۹۸۰،۱۹۸۱
  - جام برندگان اروپا: قهرمان ۱۹۷۶
  - جام باشگاهای جهان: قهرمان ۱۹۷۶

### ملی
- تیم ملی فوتبال آلمان
  - جام جهانی فوتبال: قهرمان ۱۹۷۴
  - جام ملتهای اروپا: قهرمان ۱۹۷۲